# Делчев, Георгий
Георгий Николов Делчев, также называемый Гоце Делчев (болг. Георги Николов Делчев, Гоце Делчев; макед. Ѓорѓи Николов Делчев; 4 февраля 1872, Кукуш, Османская империя — 4 мая 1903, село Баница, Османская империя) — болгарский революционер из Македонии, руководитель Тайной македоно-одринской революционной организацией (впоследствии — ВМОРО).

## Биография
Родился в Кукуше в 1872 году в болгарское семье Николы и Султаны Делчевых. Получил образование в Солунской болгарской мужской гимназии. В 1891 г. поступил в Военное училище в Софии, но из-за его участия в социалистическом кружке был исключен и с 1894 года работал учителем в городе Штип вместе с Дамяном Груевым, одним из основателей тайной организации: Болгарские македоно-одринские комитеты (БМОРК), впоследствии известной как Внутренняя македоно-одринская революционная организация.
Гоце Делчев стал фактическим руководителем организации и провозгласил целью освобождение Македонии и Эдирне путём вооруженного восстания. Как первоначальная цель, организация добивалась автономии Македонии и Эдирне в рамках Османской империи.

## Революционная деятельность
В декабре 1896 года Гоце Делчев покидает учительство и становится профессиональным революционером. В 1896 на Солунском конгрессе ТМОРО вместе с Гёрче Петровым разработал программу и устав организации. Гоце Делчев был выбран заграничным представителем организации и членом ЦК ТМОРО.
В 1899 году по инициативе Гоце Делчева создаются четы (партизанские отряды) ТМОРО.
В 1902 году вместе с Гёрче Петровым участвовал в создании новой программы и устава ТМОРО.
В марте 1903 года чета Гоце Делчева взорвала мост на реке Ангиста на железнодорожной линии Салоники — Эдирне. В начале мая чета попала в засаду село в районе города Серре, и в сражении Гоце Делчев был убит.

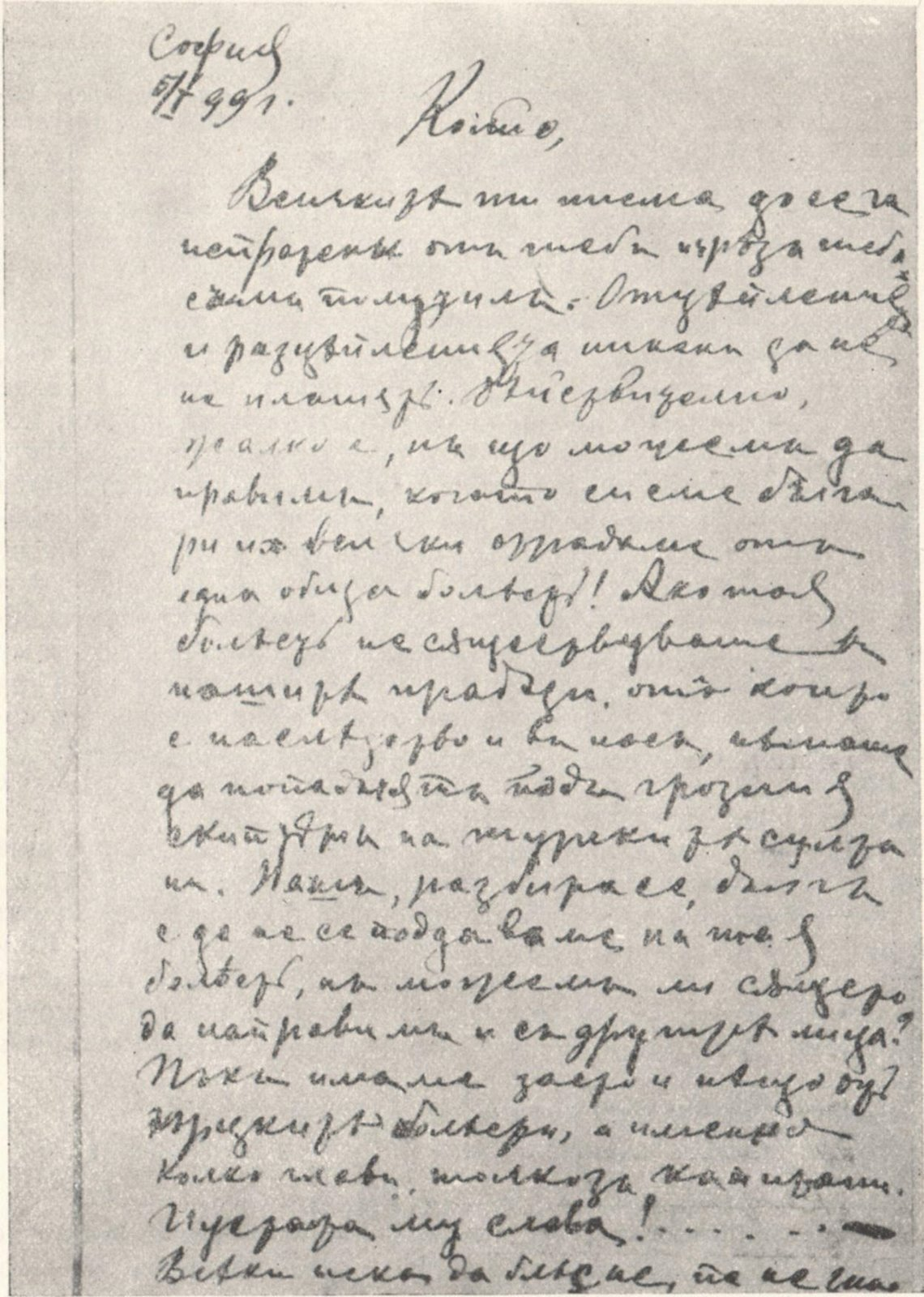
Письмо Делчева, где он объявляет себя и своих соотечественников болгарами.

## Память
- Гоце Делчев — национальный герой Северной Македонии и Болгарии.
- Он упоминается в гимне Северной Македонии

Его именем названы:
- город Гоце Делчев (бывший Неврокоп) в Болгарии;
- город Делчево в Северной Македонии;
- село Делчево в Болгарии;
- село Ново-Делчево в Болгарии;
- хребет Делчев и пик Делчев на острове Ливингстон, Антарктида;
- Гоцев-Врх, высочайший пик горы Славянка;
- улица Гоце Делчева в Белграде, Сербия (в 2016 году переименована в бульвар Маршала Толбухина из-за руководства Гоце Делчева «проболгарской и антисербской» революционной организацией, рассматривающая Македонию как этнически болгарскую территорию.);
- улица Гоце Делчева в Банско, Болгария;
- университет в городе Штип (Северная Македония).